# Listen to the River: St. Louis '71 '72 '73
Listen to the River: St. Louis '71 '72 '73  est un coffret de vingt CD, publié le 8 octobre 2021 et proposant sept concerts donnés par le Grateful Dead à Saint-Louis en 1971, 1972 et 1973. Les concerts de 1971 et 1972 ont été enregistrés au Fox Theatre (en) les 9, 10 décembre 1971 ; les 17, 18 et 19 octobre 1972, les concerts de 1973 ont été enregistrés les 29 et 30 octobre 1973 au Kiel Auditorium.
Le coffret a été publié dans une édition limitée et numérotée de 1 à 13 000 ; ce coffret est accompagné d'un livret de 84 pages,.

## Musiciens
- Jerry Garcia : chant, guitare, orgue
- Donna Jean Godchaux : chant
- Keith Godchaux : piano
- Bill Kreutzmann : batterie
- Phil Lesh : basse, chant
- Ron « Pigpen » McKernan : orgue, harmonica, percussions, chant (1971 uniquement)
- Bob Weir : guitare rythmique, chant

## Liste des titres

### Concert du9 décembre 1971

#### Disque un
- Set un :

1. Truckin'  (Jerry Garcia, Phil Lesh, Bob Weir, Robert Hunter) – 12:47
2. Brown-Eyed Women (Garcia, Hunter) – 4:53
3. Mr. Charlie (Ron McKernan, Hunter) – 4:13
4. Jack Straw (Weir, Hunter) – 5:20
5. Sugaree (Garcia, Hunter) – 7:52
6. Beat It On Down the Line (Jesse Fuller) – 3:54
7. It Hurts Me Too (Elmore James, Marshall Sehorn) – 6:25
8. Tennessee Jed (Garcia, Hunter) – 7:28
9. El Paso (Marty Robbins) – 5:13
10. Run Rudolph Run (Johnny Marks, Marvin Brodie) – 3:56
11. Black Peter (Garcia, Hunter) – 9:29
12. Playing in the Band (Weir, Mickey Hart, Hunter) – 6:37

#### Disque deux
1. Casey Jones (Garcia, Hunter) – 6:02
2. One More Saturday Night (Weir) – 4:39

- Set deux :

1. Ramble On Rose (Garcia, Hunter) – 8:05
2. Mexicali Blues (Weir, John Perry Barlow) – 3:33
3. Big Boss Man (Al Smith, Luther Dixon) – 5:39
4. Sugar Magnolia (Weir, Hunter) – 7:29
5. Not Fade Away > (Norman Petty, Charles Hardin) – 4:47
6. Goin' Down the Road Feeling Bad > (traditional, arranged by Grateful Dead) – 6:29
7. Not Fade Away (Petty, Hardin) – 3:59

### Concert du10 décembre 1971

#### Disque trois
- Set un :

1. Bertha (Garcia, Hunter) – 6:32
2. Me and My Uncle (John Phillips) – 3:48
3. Mr. Charlie (McKernan, Hunter) – 4:25
4. Loser (Garcia, Hunter) – 7:22
5. Beat It On Down the Line (Fuller) – 3:49
6. Sugaree (Garcia, Hunter) – 8:49
7. Jack Straw (Weir, Hunter) – 5:30
8. Next Time You See Me (Bill Harvey, Earl Forest) – 4:37
9. Tennessee Jed (Garcia, Hunter) – 7:43
10. El Paso (Robbins) – 4:56
11. Big Railroad Blues (Noah Lewis, arranged by Grateful Dead) – 4:12
12. Casey Jones (Garcia, Hunter) – 5:42

#### Disque quatre
- Set deux :

1. Good Lovin'  (Rudy Clark, Artie Resnick) – 22:12
2. Brokedown Palace (Garcia, Hunter) – 6:06
3. Playing in the Band (Weir, Hart, Hunter) – 6:57
4. Run Rudolph Run (Marks, Brodie) – 3:39
5. Deal (Garcia, Hunter) – 5:50
6. Sugar Magnolia (Weir, Hunter) – 7:54
7. Comes a Time (Garcia, Hunter) – 8:41

#### Disque cinq
1. Truckin'  > (Garcia, Lesh, Weir, Hunter) – 8:09
2. Drums > (Bill Kreutzmann) – 3:21
3. The Other One > (Weir, Kreutzmann) – 13:13
4. Sittin' On Top of the World > (Lonnie Carter, Walter Jacobs) – 3:10
5. The Other One > (Weir, Kreutzmann) – 6:02
6. Not Fade Away > (Petty, Hardin) – 5:58
7. Goin' Down the Road Feeling Bad > (traditional, arranged by Grateful Dead) – 6:13
8. Not Fade Away (Petty, Hardin) – 3:59

- Rappel :

1. One More Saturday Night (Weir) – 4:52

### Concert du17 octobre 1972

#### Disque six
- Set un :

1. Promised Land (Chuck Berry) – 4:09
2. Bird Song (Garcia, Hunter) – 14:59
3. El Paso (Robbins) – 5:03
4. Sugaree (Garcia, Hunter) – 8:47
5. Me and My Uncle (Phillips) – 3:28
6. Tennessee Jed (Garcia, Hunter) – 8:24
7. Big River (Johnny Cash)– 5:13
8. China Cat Sunflower > (Garcia, Hunter) – 7:06
9. I Know You Rider (traditional, arranged by Grateful Dead) – 6:01
10. Black-Throated Wind (Weir, Barlow) – 7:07
11. Deal (Garcia, Hunter) – 4:53

#### Disque sept
1. Cumberland Blues (Garcia, Lesh, Hunter) – 6:41
2. Playing in the Band (Weir, Hart, Hunter) – 23:25
3. Casey Jones (Garcia, Hunter) – 7:01

- Set deux :

1. Greatest Story Ever Told (Weir, Hart, Hunter) – 5:38
2. Don't Ease Me In (traditional, arranged by Grateful Dead) – 4:43
3. Mexicali Blues (Weir, Barlow) – 3:43
4. Black Peter (Garcia, Hunter) – 10:07
5. Me and Bobby McGee (Kris Kristofferson, Fred Foster) – 6:24
6. Bertha (Garcia, Hunter) – 7:04

#### Disque huit
1. Jack Straw (Weir, Hunter) – 5:19
2. Friend of the Devil (Garcia, John Dawson, Hunter) – 5:15
3. Beat It On Down the Line (Fuller) – 3:30
4. Ramble On Rose (Garcia, Hunter) – 7:32
5. Mississippi Half-Step Uptown Toodeloo (Garcia, Hunter) – 9:16
6. Sugar Magnolia (Weir, Hunter) – 8:50
7. Not Fade Away > (Petty, Hardin) – 4:36
8. Goin' Down the Road Feeling Bad > (traditional, arranged by Grateful Dead) – 10:30
9. Not Fade Away (Petty, Hardin) – 3:31

- Rappel:

1. Uncle John's Band (Garcia, Hunter) – 8:10
2. Johnny B. Goode (Berry) – 4:18

### Concert du18 octobre 1972

#### Disque neuf
- Set un :

1. Bertha (Garcia, Hunter) – 6:53
2. Me and My Uncle (Phillips) – 4:04
3. Don't Ease Me In (traditional, arranged by Grateful Dead) – 4:00
4. Mexicali Blues (Weir, Barlow) – 3:52
5. Brown-Eyed Women (Garcia, Hunter) – 5:25
6. Beat It On Down the Line (Fuller) – 3:26
7. Bird Song (Garcia, Hunter) – 13:06
8. Big River (Cash) – 4:53
9. Loser (Garcia, Hunter) – 6:49
10. Jack Straw (Weir, Hunter) – 5:16
11. Big Railroad Blues (Lewis, arranged by Grateful Dead) – 5:07
12. El Paso (Robbins) – 5:03
13. China Cat Sunflower > (Garcia, Hunter) – 6:05
14. I Know You Rider (traditional, arranged by Grateful Dead) – 5:07

#### Disque dix
- Set deux :

1. Playing in the Band > (Weir, Hart, Hunter) – 16:16 [A]
2. Drums > (Kreutzmann) – 2:46 [A]
3. Dark Star > (Garcia, Hart, Kreutzmann, Lesh, McKernan, Weir, Hunter) – 28:28 [A]
4. Morning Dew > (Bonnie Dobson, Tim Rose) – 11:06 [A]
5. Playing in the Band (Weir, Hart, Hunter) – 5:31 [A]

#### Disque onze
1. Deal (Garcia, Hunter) – 5:13
2. Promised Land (Berry) – 3:59
3. Brokedown Palace (Garcia, Hunter) – 6:59
4. One More Saturday Night (Weir) – 4:38
5. Casey Jones (Garcia, Hunter) – 7:09

### Concert du19 octobre 1972

#### Disque douze
- Set un :

1. Promised Land (Berry) – 4:01
2. Tennessee Jed (Garcia, Hunter) – 9:08
3. Jack Straw (Weir, Hunter) – 5:29
4. Don't Ease Me In (traditional, arranged by Grateful Dead) – 3:37
5. Black-Throated Wind (Weir, Barlow) – 6:56
6. Sugaree (Garcia, Hunter) – 8:14
7. Mexicali Blues (Weir, Barlow) – 3:57
8. Bertha (Garcia, Hunter) – 6:25
9. El Paso (Robbins) – 4:46
10. China Cat Sunflower > (Garcia, Hunter) – 6:33
11. I Know You Rider (traditional, arranged by Grateful Dead) – 5:54
12. Beat It On Down the Line (Fuller) – 3:45
13. Dire Wolf (Garcia, Hunter) – 4:42
14. Around and Around (Berry) – 5:05

#### Disque treize
1. Casey Jones (Garcia, Hunter) – 7:31

- Set deux :

1. Big River (Cash) – 5:18
2. Friend of the Devil (Garcia, Dawson, Hunter) – 4:10
3. Me and My Uncle (Phillips) – 3:51
4. Bird Song (Garcia, Hunter) – 13:00

#### Disque quatorze
1. Truckin'  > (Garcia, Lesh, Weir, Hunter) – 10:14
2. Drums > (Kreutzmann) – 2:19
3. The Other One > (Weir, Kreutzmann) – 16:24
4. He's Gone > (Garcia, Hunter) – 11:03
5. The Other One (Weir, Kreutzmann) – 2:07
6. Greatest Story Ever Told (Weir, Hart, Hunter) – 5:42
7. Comes a Time (Garcia, Hunter) – 7:54
8. Not Fade Away > (Petty, Hardin) – 5:23
9. Goin' Down the Road Feeling Bad > (traditional, arranged by Grateful Dead) – 8:57
10. Not Fade Away (Petty, Hardin) – 4:04

### Concert du29 octobre 1973

#### Disque quinze
- Set un :

1. Cold Rain and Snow (traditional, arranged by Grateful Dead) – 6:20
2. Beat It On Down the Line (Fuller) – 3:50
3. Brown-Eyed Women (Garcia, Hunter) – 5:09
4. Mexicali Blues (Weir, Barlow) – 4:05
5. Don't Ease Me In (traditional, arranged by Grateful Dead) – 3:57
6. Black-Throated Wind (Weir, Barlow) – 7:20
7. Tennessee Jed (Garcia, Hunter) – 8:18
8. The Race Is On (Don Rollins) – 3:42
9. Row Jimmy (Garcia, Hunter) – 9:36
10. El Paso (Robbins) – 4:49
11. Eyes of the World > (Garcia, Hunter) – 15:18
12. China Doll (Garcia, Hunter) – 5:38

#### Disque seize
1. Around and Around (Berry) – 5:34

- Set deux :

1. Promised Land > (Berry) – 3:17
2. Bertha > (Garcia, Hunter) – 6:03
3. Greatest Story Ever Told (Weir, Hart, Hunter) – 5:47
4. Loser (Garcia, Hunter) – 7:12
5. Big River (Cash) – 5:44
6. Brokedown Palace (Garcia, Hunter) – 6:42

#### Disque dix-sept
1. Truckin'  > (Garcia, Lesh, Weir, Hunter) – 18:06
2. Drums > (Kreutzmann) – 2:25
3. The Other One > (Weir, Kreutzmann) – 22:13
4. Wharf Rat > (Garcia, Hunter) – 11:14
5. Sugar Magnolia (Weir, Hunter) – 10:07

- Rappel :

1. Casey Jones (Garcia, Hunter) – 6:55

### Concert du30 octobre 1973

#### Disque dix-huit
- Set un :

1. Here Comes Sunshine (Garcia, Hunter) – 12:30
2. Me and My Uncle (Phillips) – 3:28
3. Ramble On Rose (Garcia, Hunter) – 6:52
4. Looks Like Rain (Weir, Barlow) – 8:03
5. Deal (Garcia, Hunter) – 5:16
6. Mexicali Blues (Weir, Barlow) – 3:42
7. They Love Each Other (Garcia, Hunter) – 6:01
8. El Paso (Robbins) – 4:54
9. Row Jimmy (Garcia, Hunter) – 10:18
10. Jack Straw (Weir, Hunter) – 5:08

#### Disque dix-neuf
1. China Cat Sunflower > (Garcia, Hunter) – 8:57
2. I Know You Rider (traditional, arranged by Grateful Dead) – 6:09
3. Playing in the Band (Weir, Hart, Hunter) – 20:26

- Set deux (1) :

1. Mississippi Half-Step Uptown Toodeloo (Garcia, Hunter) – 8:38
2. Big River (Cash) – 4:57

- Set deux(3) :

1. Goin' Down the Road Feeling Bad > (traditional, arranged by Grateful Dead) – 8:33
2. Johnny B. Goode (Berry) – 4:39

- Rappel :

1. One More Saturday Night (Weir) – 5:19

#### Disque vingt
- Set deux(2) :

1. Dark Star > (Garcia, Hart, Kreutzmann, Lesh, McKernan, Weir, Hunter) – 27:57
2. Stella Blue > (Garcia, Hunter) – 7:52
3. Eyes of the World > (Garcia, Hunter) – 17:37
4. Weather Report Suite – 15:51